# Rosto
Rosto, pseudoniem van Robert Stoces, (Leeuwarden, 14 februari 1969 – 7 maart 2019) was een Nederlands regisseur van korte films, kunstenaar en muzikant.

## Loopbaan
Rosto richtte in 1995 zijn studio Rosto A.D. op en maakte leaders, illustraties en boekwerkjes voor onder andere Pinkpop, In Europa, Villa Achterwerk en de VPRO Gids.
Zijn eerste korte films (the rise and fall of the legendary) Anglobilly Feverson (2002) en Jona/ Tomberry (winnaar van de Grand Prix Canal + op het Filmfestival van Cannes 2005) werden vertoond op vele internationale festivals en brachten hem wereldwijde erkenning. Deze korte films maakten deel uit van Mind My Gap, een mixedmediaproject, dat begon met een online graphic novel en voortgezet werd met zowel muziek, print als films. Een retrospectief van de films en aanverwant werk is tentoongesteld op diverse internationale festivals, maar ook in The Museum of Modern Art, Ljubljana in 2015.
The Monster of Nix (2011) is een 30 minuten durende geanimeerde musical waarvan de productie zes 6 jaar kostte. De stemmen-cast bevatte onder andere Terry Gilliam, Tom Waits, The Residents en The Dø. De film, opgedragen aan Rosto's zoon Max, werd in Nederlandse en Belgische bioscopen uitgebracht, won meerdere prijzen en werd vertoond op talloze festivals.
No Place Like Home kwam in 2008 uit. Het was de eerste van een beoogd vierluik van korte films met de karakters en muziek van muziekproject Thee Wreckers. Lonely Bones ging in wereldpremière op het International Film Festival Rotterdam 2013 en won de Grand Prix van het grootste Noord-Amerikaanse animatiefestival in Ottawa. Net als zijn andere films werd Bones ook in de Nederlandse bioscopen vertoond en uitgezonden door verschillende internationale tv-stations. Splintertime (2015) is de derde in een serie van vier films van zijn muziekproject Thee Wreckers. Reruns (2018) completeert deze Thee Wreckers Tetralogy.
Rosto overleed in 2019 op 50-jarige leeftijd aan de gevolgen van longkanker.

## Filmografie
- 1999: Beheaded (3 min.)
- 2002: (the rise and fall of the legendary) Anglobilly Feverson (10 min.)
- 2005: Jona/Tomberry (12 min.)
- 2006: Big White/Big Black (4 min.)
- 2008: Thee Wreckers: No Place Like Home (6 min.)
- 2011: The Monster of Nix (30 min.)
- 2013: Thee Wreckers: Lonely Bones (10 min.)
- 2015: Thee Wreckers: Splintertime (11 min.)
- 2018: Thee Wreckers: Reruns (14 min.)

### Videoclips
- 2000: Anouk: The Dark - TMF Award beste Nederlandse videoclip
- 2003: Anouk: I live for You - Holland Animation Film Festival Award Best Musicvideo
- 2004: The Residents: Phantom

### Internet
- 1998-2014: Mind My Gap - serie

## Dvd's
- Rosto A.D's Mind My Gap Short Film Trilogy Extravaganza (DVD) – 2005, uitgebracht door Chalet Pointu, Paris.
- The Monster of Nix (DVD) – 2012, uitgebracht door Studio Rosto A.D/Autour de Minuit.